# Johann Mayer (Politiker, 1858)

Johann Mayer (ca. 1907)

Johann Mayer (* 28. Februar 1858 in Deutsch-Wagram; † 12. Oktober 1941 in Bockfließ) war ein österreichischer Müller, Politiker und Landeshauptmann von Niederösterreich.

## Leben
Mayer wurde in Deutsch-Wagram als Sohn des Wirtschaftsbesitzers Johann Mayer und der Theresia Pfalz geboren. Er besuchte die Volks- und Handelsschule und erlernte das Müllergewerbe. 1886 wurde er zum 1. (geschäftsführenden) Gemeinderat in Großengersdorf, zum Obmann des Bezirksstraßenausschusses Wolkersdorf und zum Mitglied des Bezirksschulrates Korneuburg gewählt. Im Jahre 1897 wurde er in den Reichsrat gewählt, dem er bis zum Jahre 1918 angehörte. Als Landtagsabgeordneter war er von 1890 bis 1908, als Landeshauptmann-Stellvertreter von 1918 bis 1920 und als Landeshauptmann von 1921 bis 1922 tätig. Dabei war er auch einer der Verhandler beim sogenannten „Trennungsgesetz“, mit dem Trennung von Niederösterreich und Wien vollzogen wurde.
Mayer hatte großen Einfluss auf die Errichtung der Eisenbahnlinien Gänserndorf-Mistelbach, Korneuburg-Mistelbach, Auersthal-Dobermannsdorf, Mistelbach-Hohenau, und Leopoldsdorf-Orth-Engelhartstetten und hatte selbst Anteil an der Errichtung der elektrischen Bahn St. Pölten – Mariazell.
Er engagierte sich besonders für das landwirtschaftliche Schulwesen. Die Errichtung der Lehranstalten Obersiebenbrunn, Bruck an der Leitha, Pyrha und Retz ist auf seine Initiative zurückzuführen. Weiters initiierte er das Landesarmengesetz, errichtete eine Reihe von Bezirksarmenhäusern sowie die Erziehungsanstalt Eggenburg.
Er spielte eine große Rolle in den Trennungsverhandlungen Niederösterreichs von Wien.
Im Jahre 1922 zog sich Mayer allmählich vom politischen Leben auf seinen Besitz in Bockfließ zurück. Sein Grab befindet sich auf dem Friedhof der Marktgemeinde Bockfließ.